# Smolary (powiat gnieźnieński)
Smolary – wieś w Polsce położona w województwie wielkopolskim, w powiecie gnieźnieńskim, w gminie Trzemeszno.
W latach 1975–1998 miejscowość administracyjnie należała do województwa bydgoskiego.

## Urodzeni w Smolarach
- Tadeusz Skarbek-Malczewski – polski ksiądz, proboszcz w parafii farnej w Bydgoszczy (1921-1929), dziekan bydgoski[3].